# Kunyang Chhish
Kunyang Chhish (alternatywne pisownie nazwy: Khunyang Chhish, Kunyang Chhish, Kunyang Kish, Khiangyang Kish) – szczyt w Karakorum w Pakistanie, dwudziesty czwarty szczyt Ziemi pod względem wysokości nad poziomem morza i dwudziesty szósty pod względem wybitności.
Jeśli chodzi o wysokość względną, warta uwagi jest ściana południowo-zachodnia, o wysokości 2700 metrów.

## Polska wyprawa 1971
Po raz pierwszy zdobyty 26 sierpnia 1971 roku przez pierwszą powojenną polską wyprawę w Karakorum pod kierownictwem Andrzeja Zawady.
Przed Polakami Kunyang Chhish atakowały dwie wyprawy, brytyjsko-pakistańska w 1962 roku i japońska w trzy lata później. Obie zakończyły się tragicznie. Polacy wybrali najkrótszy wariant przedostania się na południową grań szczytu, która prowadziła przez południowo-wschodnią i lodową ścianę Ice Cake (Lodowe Ciastko). Droga była uciążliwa i niebezpieczna, jednak na wierzchołku Ciastka założono obóz II. 27 lipca Jan Franczuk z Eugeniuszem Chrobakiem i Janem Stryczyńskim (lekarzem wyprawy) po przejściu tzw. Rock Peak ustawili namiot obozu III (6450 m) na przełączce za najtrudniejszym odcinkiem grani. Rano 28 lipca, Franczuk odszedł na chwilę i wtedy, 10 m od namiotu i na chwilę przed przypięciem, załamał się pod nim śnieżny most, po którym moment wcześniej szedł Stryczyński. Wpadł w szczelinę lodową i został zmiażdżony. Wyciągnięto go po półgodzinie, reanimacja nie powiodła się.
6 sierpnia w obozie III odbył się symboliczny pogrzeb Jana Franczuka. Wyprawa była bliska przerwania, jednak podjęto decyzję o jej kontynuowaniu. Zdobyciem trudnego olbrzyma nad lodowcem Hispar polski alpinizm rozpoczął międzynarodową karierę w Karakorum i w Himalajach. Pokonanie góry uznane zostało za moment powojennego odrodzenia się polskiego himalaizmu i punkt zwrotny na drodze do późniejszych sukcesów. Pokolenie Kunyang Chhish, przede wszystkim Zygmunt Andrzej Heinrich, Eugeniusz Chrobak, Janusz Kurczab i Ryszard Szafirski, stało się żywą legendą polskiego alpinizmu. Szczyt ten zdobyto dotąd (2021) tylko dwukrotnie, a od wejścia Brytyjczyków 11 lipca 1988 roku pozostaje niezdobyty. 18 lipca 2013 roku wschodni wierzchołek Kunyang Chhish East (7400 m) osiągnęła grupa szwajcarsko-austriacka.
Dzieje polskiej wyprawy opisuje książka Ostatni atak na Kunyang Chhish (Józef Nyka, Andrzej Paczkowski, Andrzej Zawada, Sport i Turystyka, 1973).